# Franz Schkopik
Franz Schkopik (* 5. Januar 1900 in Salgótarján, Ungarn; † 18. Oktober 1980) war ein Politfunktionär (KPTSch/SED) in der Ersten Tschechoslowakischen Republik und der Deutschen Demokratischen Republik. Er war Leiter von Bezirksverwaltungen des Ministeriums für Staatssicherheit (MfS) der DDR.

## Leben
Schkopik, Sohn eines Glasbläsers und einer Landarbeiterin, besuchte die Volksschule in Graz (Österreich). 1914 begann er ebenfalls eine Lehre zum Glasbläser. In diesem Beruf war er bis 1922 tätig, nur unterbrochen durch seine Zeit (1918/19) als Soldat in der österreichisch-ungarischen Armee bzw. der Roten Armee Ungarns.
1920 floh Schkopik in die Tschechoslowakei. Dort trat er 1921 der Kommunistischen Partei der Tschechoslowakei (KPTsch) bei. Von 1922 bis 1938 war er zumeist arbeitslos oder verrichtete Hilfsarbeiten. Von 1925 bis 1938 war er Mitglied der KPTsch-Bezirksleitung, von 1931 bis 1938 auch Politischer Leiter der KPTsch im Bezirk Teplitz.
1939 emigrierte er in die Sowjetunion und war dort zunächst als Metallfräser in Tscheljabinsk beschäftigt. 1943 besuchte er die Politschule der Komintern in Ufa. 1943/44 war er Politinstrukteur in der Roten Armee, dann 1945/46 Instrukteur für Antifa-Arbeit in verschiedenen Kriegsgefangenenlagern.
1946 ging er nach Deutschland in die SBZ und wurde Mitglied der Sozialistischen Einheitspartei Deutschlands (SED). Von 1947 bis 1949 war er Sachbearbeiter in der Personalabteilung des SED-Landesvorstandes Sachsen-Anhalt. Schkopik trat in die Deutsche Volkspolizei (VP) ein und wurde im Frühjahr 1949 Mitglied einer „Sichtungskommission“, die unter Leitung des Personalleiters der VP-Landesbehörde Sachsen-Anhalt, Martin Weikert, geeignete Kader für den Aufbau eines ostdeutschen Geheimdienstapparates suchte. Im selben Jahr wurde er bei der Verwaltung zum Schutz der Volkswirtschaft Sachsen-Anhalt eingestellt, ab Februar 1950 arbeitete er bei der Länderverwaltung Sachsen-Anhalt des Ministeriums für Staatssicherheit (MfS) und war dort Leiter der Abteilung Personal. Schkopik war von August 1952 bis Dezember 1953 im Rang eines Inspekteurs (Oberst) Leiter der neu gebildeten Bezirksverwaltung Magdeburg der Staatssicherheit. Bei der Einführung militärischer Dienstgrade im MfS 1953 wurde er zum Oberstleutnant umattestiert. Diesen Dienstgrad behielt er bis zu seiner Verabschiedung. Von Dezember 1953 bis 1958 fungierte er als Leiter der Bezirksverwaltung Neubrandenburg (Nachfolger von Richard Horn) und war dort auch Mitglied des Büros der SED-Bezirksleitung. Von Juni 1958 bis September 1962 leitete er die Abteilung Sicherung von Staatsgeheimnissen (SVS) beim MfS in Berlin. 1962 wurde er aus dem aktiven Dienst des MfS entlassen und ging in den Ruhestand.
Schkopik lebte zuletzt in Berlin-Lichtenberg und verstarb im Alter von 80 Jahren.

## Auszeichnungen
- Vaterländischer Verdienstorden in Silber (1957) und in Gold (1970)
- Ehrenspange zum Vaterländischen Verdienstorden in Gold